# Kocsis Elemér (labdarúgó)
Kocsis Elemér (Nagyszalonta, 1910. február 26. – 1981. október 6.) magyar nemzetiségű román válogatott labdarúgó, csatár.

## Pályafutása

### Klubcsapatban
Szülővárosában, Nagyszalontán kezdte a labdarúgást. 1928 és 1937 között a Nagyváradi AC (CA Oradea) labdarúgója volt, ahol két bajnoki ezüst- és egy bronzérmet szerzett a csapattal. 1937 és 1948 között az FC Ploiești játékosa volt, ahol 55 első osztályú bajnoki mérkőzésen szerepelt és tíz gólt szerzett.

### A válogatottban
1931 és 1933 között 12 alkalommal szerepelt a román válogatottban és öt gólt szerzett. Tagja volt az 1930-as uruguayi világbajnokságon részt vevő csapatnak, de nem lépett pályára.

## Sikerei, díjai
- Román bajnokság
  - 2.: 1932–33, 1934–35
  - 3.: 1933–34

## Statisztika

### Mérkőzései a román válogatottban
| Románia | Románia              | Románia                         | Románia               | Románia  | Románia                | Románia              | Románia | Románia    |
| #       | Dátum                | Helyszín                        | Hazai                 | Eredmény | Vendég                 | Kiírás               | Gólok   | Esemény    |
| ------- | -------------------- | ------------------------------- | --------------------- | -------- | ---------------------- | -------------------- | ------- | ---------- |
| 1.      | 1931. május 10.      | Bukarest                        | Románia               | 5 – 2    | Bulgária               | Balkán-kupa          | -       |            |
| 2.      | 1931. június 28.     | Zágráb                          | Jugoszlávia           | 2 – 4    | Románia                | Balkán-kupa          | -       |            |
| 3.      | 1931. augusztus 23.  | Varsó                           | Lengyelország         | 2 – 3    | Románia                | barátságos           | 1       | 29'        |
| 4.      | 1931. augusztus 26.  | Kaunas                          | Litvánia              | 2 – 4    | Románia                | barátságos           | -       |            |
| 5.      | 1931. szeptember 20. | Nagyvárad                       | Románia               | 4 – 0    | Csehszlovákia (amatőr) | Európa-kupa (amatőr) | 2       | 28' 87'    |
| 6.      | 1931. október 4.     | Budapest, Hungária körúti pálya | Magyarország (amatőr) | 4 – 0    | Románia                | Európa-kupa (amatőr) | -       |            |
| 7.      | 1931. november 29.   | Athén                           | Görögország           | 2 – 4    | Románia                | Balkán-kupa          | -       |            |
| 8.      | 1932. május 8.       | Bukarest                        | Románia               | 4 – 1    | Ausztria (amatőr)      | Európa-kupa (amatőr) | 2       | 36' 88'    |
| 9.      | 1932. június 12.     | Bukarest                        | Románia               | 6 – 3    | Franciaország          | barátságos           | -       | lecserélve |
| 10.     | 1932. június 26.     | Belgrád (YUG)                   | Bulgária              | 2 – 0    | Románia                | Balkán-kupa          | -       |            |
| 11.     | 1932. október 16.    | Linz                            | Ausztria (amatőr)     | 0 – 1    | Románia                | Európa-kupa (amatőr) | -       |            |
| 12.     | 1933. szeptember 24. | Bukarest                        | Románia               | 5 – 1    | Magyarország (amatőr)  | Európa-kupa (amatőr) | -       |            |
|         | Összesen             |                                 |                       | 12       | mérkőzés               |                      | 5       | gól        |